# تعامد (زبان های برنامه نویسی)
در زبان های برنامه نویسی تعامد به این معناست که عملیات های موجود در ان زبان  بدون اثر گذاری بر بخش های دیگر  تنها بتوانند یک چیز را تغییر دهند. این واژه بسیار در توصیف زبان های برنامه نویسی استفاده میشود.
متعامد بودن یک زبان به این معناست که برای نوشتن ساختار های زبان برای کنترل داده و منطق بتوان با مجموعه  کوچکی از ساختارهای پایه ای آن هم با تعداد هر چه کمتر روش  آنها را ترکیب نموده تا بتوان به مقصد رسید. این قابلیت زبان در رابطه با سادگی زبان هم  میباشد بگونه ای که هرچقدر زبان متعامد تر طراحی شود استثنا های موجود در زبان کمتر میباشد. این قابلیت باعث راحتی در یادگیری , خوانایی و نوشتن آن زبان میگردد. زمانی که میگوییم که ویژگی متعامد است به این معنی است که مفهوم ان مستقل از متن (متنی که در ان بکار رفته ) است و مهم ترین ویژگی های تقارن(شبیه بودن رفتار در محل های مختلف ) و سازگاری(ثبات در معنا و عملکرد) میباشد .(برای نمونه پوینتر یک مفموم متعامد است)
با یک مثال از IBM mainframe وVAX  میتوان این مفهوم را راحت تر درک کرد. IBM mainframe دو دستور متفاوت ولی در عمل یکسان برای جمع کردن محتوای یک رجیستر با سلولی از حافظه (یا با رجیستری دیگر)  دارد که در زیر نشان داده شده است:
```
A
  
R1
,
R2
; 

AR
 
R1
,
R2
;

```

همانطور که در بالا مشاهده می کنید این دو عمل در نوشتار متفاوت ولی در عمل یکسان هستند(جمع کردن محتوای دو رجیستر و ذخیره کردن حاصل در رجیستر اول)
```
ADDL
 
operand1
,
 
operand2

```

ولی کد بالا که برای VAX نوشته شده است کدی یکتا برای عمل جمع کردن می باشد و این یعنی عمل جمع کردن در VAX متعامد تر از IBM می باشد.

توضیح زیر که در  گزارش تجدید نظر شده زبان الگول 68 میباشد به توصیف طراحی متعامد پرداخته است:

تعداد مفاهیم اولیه که مستقل هستند کاهش یافته است از این جهت که زبان بتواند راحت تر توصیف , قابل یادگیری و پیاده سازی شود. از سمت دیگر در این مفاهیم از ویژگی متعامد بودن بهره برده شده تا قدرت بیانی زبان و در عین حال تلاش شده تا از  زائدات برای زبان جلوگیر شود.
میتوان طراحی زبان سی را از جهت تعامد بررسی کرده , این زبان تا حدودی ناسازگاری دارد که یادگیری و استفاده ان برای کاربر سخت تر میشود که برای مثال میتوان:
- استراکچر(ولی آرایه نه!) میتواند از تابع بازگشت داده شود.
- یک آرایه در صورتی که در یک استراکچر بهره برده شود می تواند  از تابع بازگشت داده شود .
- اعضای یک استراکچر میتواند همه نوع داده ای باشد(مگر نوع تهی (void) یا استراکچر از همان نوع).
- اعضای آرایه میتواند همه نوعی باشد.
- هر نوع داده ای  میتواند بصورت با مقدار (passed by value) باشد(مگر آرایه ).

اگر چه در ابتدا مفهوم تعامد برای زبان های برنامه نویسی مطرح شد اما بعدا در طراحی API و رابط کاربری بعنوان یک ویژگی با ارزش یاد شد, بگونه ای که در آنجا نیز داشتن مجموعه عملیات های اولیه ای که تداخل نداشته باشد ارزشمند است و این باعث میشود تا توضیح پذیر تر شوند.
از طرفی دیگر باید یادآوری کرد که تعامد الزاما به سادگی کمک نمی کند (  برای مثال میتوان مقایسهIBM و VAX را در نظر گرفت ـ در اخر میتوان به دید که پردازشگر های معماری  RISC با اینکه نسبت به معماری  CISC   کم تر  متعامدند ولی موفق تر شده اند.